# 1410.
1410. je drugo desetletje v 15. stoletju med letoma 1410 in 1419. 